# Consul trinitatis
Consul trinitatis är en fjärilsart som beskrevs av Johannes Karl Max Röber 1916. Consul trinitatis ingår i släktet Consul och familjen praktfjärilar. Inga underarter finns listade i Catalogue of Life.